# Rhamphosmittina bassleri
Rhamphosmittina bassleri is een mosdiertjessoort uit de familie van de Bryocryptellidae. De wetenschappelijke naam van de soort is, als Rhamphostomella bassleri, voor het eerst geldig gepubliceerd in 1956 door Rogick.